# Takashi Kobayashi
Takashi Kobayashi (jap. 小林孝至 Kobayashi Takashi; ur. 17 maja 1963 w Ushiku) – japoński zapaśnik w stylu wolnym. Złoty medalista olimpijski z Seulu 1988 w kategorii 48 kg.
Trzykrotny uczestnik mistrzostw świata; trzeci w 1990. Złoty medal na igrzyskach azjatyckich w 1982. Srebro na mistrzostwach Azji w 1983 roku.